# АЭС Кевони
АЭС Кевони (англ. Kewaunee Power Station) — закрытая атомная электростанция на севере США.  
Станция расположена на берегу озера Мичиган в округе Кевони штата Висконсин, в 7 км от АЭС Пойнт-Бич.
Строительство АЭС Кевони началось в 1968 году, а в 1974 станция дала первый ток в энергосистему США. Кевони стала четвертой атомной электростанцией в штате Висконсин и 44-й в США. Всего на станции был построен единственный энергоблок с реактором с водой под давлением PWR производства Westinghouse мощностью 581 МВт.
В 2008 году срок службы реактора АЭС Кевони был продлен Комиссией по ядерному регулированию США на 20 лет, однако 20 февраля 2013 года станция была закрыта и начались работы по демонтажу оборудования. Причиной закрытия АЭС Кевони стала высокая конкуренция на энергетическом рынке США после «сланцевого бума» и переизбыток «дорогой» энергии в стране. По этой причине были закрыты и несколько других АЭС, например, Вермонт Янки.

## Инциденты
В 2005 году на станции в здании турбинного зала энергоблока была обнаружена течь. Причиной стала поломка аварийного оборудования, в частности насосной системы.
27 апреля 2006 года на станции была обнаружена утечка воды, но утечки радиоактивности не происходило.

## Информация об энергоблоках
| Энергоблок | Тип реакторов          | Мощность | Мощность | Начало строительства | Физпуск    | Подключение к сети | Ввод в эксплуатацию | Закрытие   |
| Энергоблок | Тип реакторов          | Чистый   | Брутто   | Начало строительства | Физпуск    | Подключение к сети | Ввод в эксплуатацию | Закрытие   |
| ---------- | ---------------------- | -------- | -------- | -------------------- | ---------- | ------------------ | ------------------- | ---------- |
| Кевони     | PWR, W (2-loop) DRYAMB | 566 МВт  | 595 МВт  | 06.08.1968           | 07.03.1974 | 08.04.1974         | 16.06.1974          | 07.05.2013 |